# Мозилео (Потенца)
Мозилео (итал. Mosileo) је насеље у Италији у округу Потенца, региону Базиликата.
Према процени из 2011. у насељу је живело 69 становника. Насеље се налази на надморској висини од 335 м.